# Ricky Blanton
Ricky Wayne Blanton (Miami, 21 aprile 1966) è un ex cestista e allenatore di pallacanestro statunitense, professionista nella NBA, in Italia, Francia e Argentina.

## Carriera
È stato selezionato dai Phoenix Suns al secondo giro del Draft NBA 1989 (46ª scelta assoluta).

## Statistiche

### College
| Anno      | Squadra    | PG  | PT | MP   | TC%  | 3P%  | TL%  | RP  | AP  | PRP | SP  | PP   |
| --------- | ---------- | --- | -- | ---- | ---- | ---- | ---- | --- | --- | --- | --- | ---- |
| 1984-1985 | LSU Tigers | 29  | -  | 11,5 | 61,2 | -    | 60,6 | 1,8 | 0,8 | 0,3 | 0,0 | 3,5  |
| 1985-1986 | LSU Tigers | 38  | -  | 22,9 | 59,1 | -    | 65,0 | 4,9 | 1,0 | 0,2 | 0,1 | 6,3  |
| 1987-1988 | LSU Tigers | 30  | -  | 37,4 | 51,0 | 46,2 | 73,9 | 8,8 | 3,6 | 1,1 | 0,1 | 17,0 |
| 1988-1989 | LSU Tigers | 32  | 32 | 38,5 | 51,8 | 40,4 | 79,4 | 8,2 | 4,6 | 1,5 | 0,4 | 20,3 |
| Carriera  | Carriera   | 129 | 32 | 27,6 | 53,2 | 41,1 | 72,9 | 5,9 | 2,4 | 0,8 | 0,1 | 11,6 |